# بريندا تشابمان (كاتبة)
بريندا تشابمان (بالإنجليزية: Brenda Chapman)‏ (30 أكتوبر 1955 في كندا)؛ كاتِبة مُتخصِّصة في أدب الأطفال وروائية كندية.